# Новая площадь (Севилья)
Новая площадь (исп. Plaza Nueva) — общественная площадь в центре города Севилья (Испания), на которой расположена Городская ратуша Севильи. Земля, на которой построена площадь, ранее была частью монастыря Сан-Фернандо с 1270 по 1840 год. Она была позднее приобретена местными властями и преобразована в общественную площадь. Её обустройство было завершено в 1856 году.

## Название
Площадь несколько раз меняла своё название с момента начала её строительства в 1852 году:
- 1852: Новая площадь (исп. Plaza Nueva)
- 1857: Площадь инфанты Исабель (исп. Plaza de la Infanta Isabel)
- 1868: Площадь свободы (исп. Plaza de la Libertad)
- 1873: Площадь федеральной республики (исп. Plaza de la República Federal)
- 1875: Площадь Сан-Фернандо (исп. Plaza de San Fernando)
- 1931: Площадь республики (исп. Plaza de la República)
- 1936: Новая площадь (исп. Plaza Nueva)[1]

## История
До XI века территория нынешней Новой площади была частью реки Гвадалквивир. В 1981 году, во время раскопок для строительства Севильского метрополитена, под ней были найдены остатки корабля X века и двухметровый византийский якорь VI века.
К XI веку пространство было занято кладбищем и несколькими садами. С 1270 по 1840 год эта земля принадлежала монастырю Каса-Гранде-де-Сан-Франсиско. Он и его сады простирались за пределы нынешней площади, доходя до современной улицы Сарагоса. Во время оккупации Севильи наполеоновскими войсками в XIX веке монастырь получил серьёзные повреждения, в том числе пострадав от пожара 1810 года. В 1840 году власти решили приобрести этот земельный участок и снести то, что осталось от монастыря.
Обустройство новой площади было закончено в 1856 году.

## Памятник Фернандо III

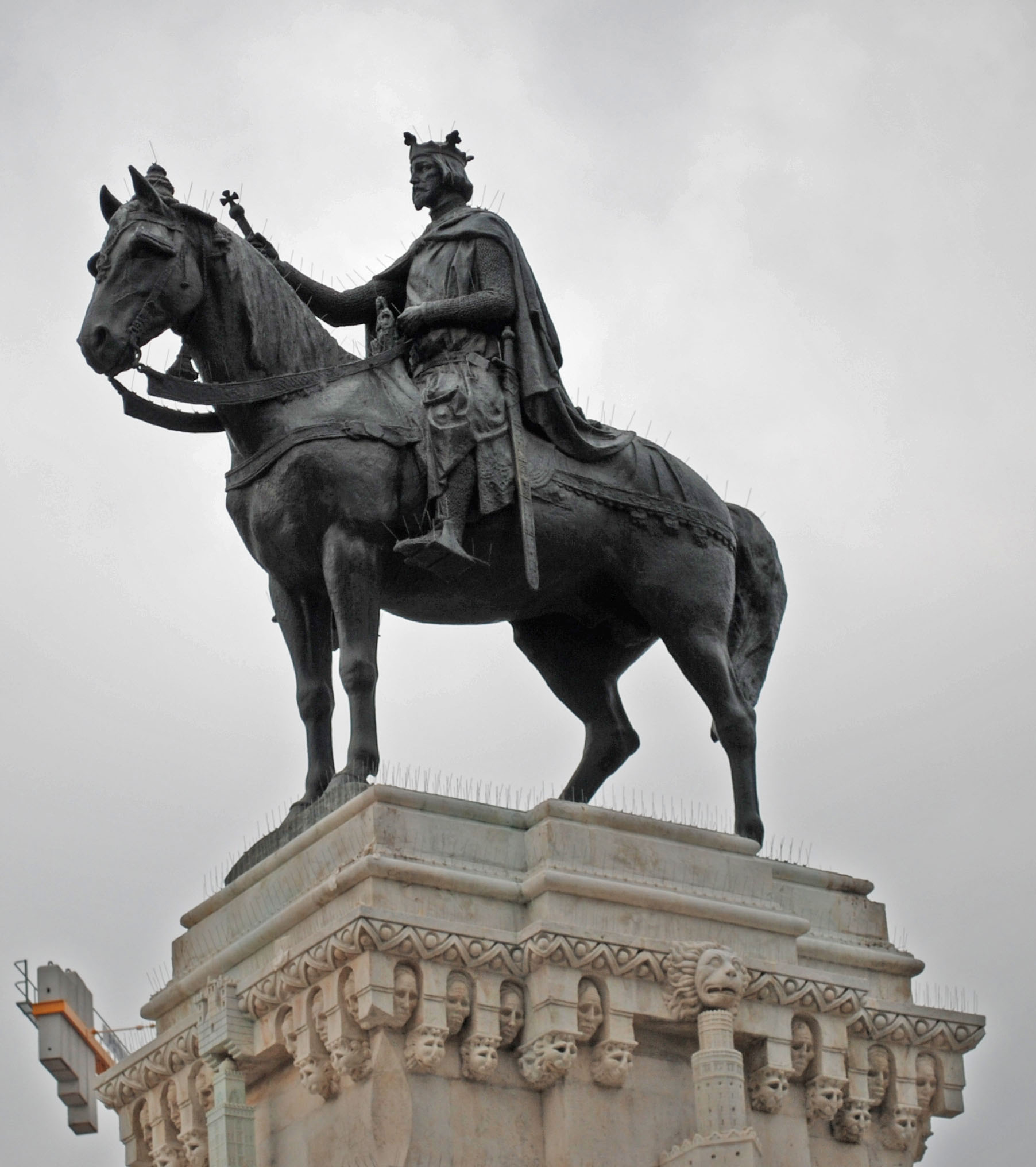
Верх памятника Фернандо III, изображающего его верхом на лошади.

В центре площади находится конная статуя Фернандо III, короля Кастилии, отвоевавшего Севилью для христиан в 1248 году, а позже объявленного святым католической церковью в 1671 году.
С момента основания площади в её центре планировали поставить памятник. Первоначально предлагали воздвигнуть его в честь художника Мурильо, а затем — в честь королевы Изабеллы II.
Окончательно было решено построить памятник Фернандо III в 1920 году. Автором этой работы является испанский архитектор Хуан Талавера-и-Эредия. Монумент был открыт в августе 1924 года.